# Troglohyphantes karawankorum
Troglohyphantes karawankorum is een spinnensoort in de taxonomische indeling van de hangmatspinnen (Linyphiidae).
Het dier behoort tot het geslacht Troglohyphantes. De wetenschappelijke naam van de soort werd voor het eerst geldig gepubliceerd in 1978 door Christa L. Deeleman-Reinhold.
Het is een grottensoort die voorkomt in de Karawanken; de typelocatie is Jezersko (Slovenië).